# Acanthocephalus tahleguahensis
Acanthocephalus tahleguahensis är en hakmaskart som beskrevs av Oetinger och Buckner 1976. Acanthocephalus tahleguahensis ingår i släktet Acanthocephalus och familjen Echinorhynchidae. Inga underarter finns listade i Catalogue of Life.